# Aeródromo Marcel Marchant
El aeródromo Marcel Marchant (OACI: SCPF), conocido localmente como aeródromo La Paloma, es un terminal aéreo chileno ubicado en la ciudad de Puerto Montt, Región de Los Lagos. Este aeródromo es privado, perteneciente al Club Aéreo de Puerto Montt, pero de carácter público. Es uno de los aeródromos con más operaciones de aeronaves (aterrizajes y despegues) de Chile, superando incluso al Aeropuerto Internacional El Tepual de Puerto Montt.
En este aeródromo se brindan servicios de información aeronáutica (AIS) y servicios de tránsito aéreo (ATS) por medio del servicio de información de vuelo de aeródromo (AFIS). Estos servicios son entregados por los Técnicos en Servicios de Vuelo, profesionales presentes en todos los aeródromos que son administrados por la Dirección General de Aeronáutica Civil (DGAC).

## Historia
Fue fundado en 1943 por el Club Aéreo de Puerto Montt, en el sector La Paloma en lo alto de la ciudad, a dos kilómetros al noroeste del centro. Fue situado en esta zona por más estar cerca de la ciudad de Puerto Montt que la antigua base aérea La Chamiza,  operada por la Fuerza Aérea de Chile,
En sus primeros años fue una pista de reemplazo para el Club Aéreo; el traslado definitivo recién ocurriría en 1948. En julio de 1991 el aeródromo se rebautizó como «Aeródromo Marcel Marchant Binder» en honor a uno de los presidentes más importantes del club.
En las inmediaciones del aeródromo han ocurrido tres accidentes aéreos: en julio de 2008, enero de 2012 y abril de 2019. Los siniestros de 2008 y 2019 dejaron nueve y seis víctimas fatales, respectivamente, mientras que el accidente de 2012 no dejó fallecidos.

## Aerolíneas y destinos
| Localidad                 | Nombre del aeropuerto                             | Aerolíneas                                                             |
| ------------------------- | ------------------------------------------------- | ---------------------------------------------------------------------- |
| Santa Bárbara (Los Lagos) | Aeródromo Nuevo Chaitén, (OACI: SCTN)             | Aerocord, Pewén Servicios Aéreos                                       |
| Melinka                   | Aeródromo Melinka, (OACI: SCMK)                   | Aerocord, Pewén Servicios Aéreos , Servicios Aéreos Puerto Montt Ltda. |
| Coyhaique                 | Aeródromo Teniente Vidal, (IATA: GXQ, OACI: SCCY) | Aerocord , Servicios Aéreos Puerto Montt Ltda.                         |
| Ayacara                   | Aeródromo Ayacara, (OACI: SCAY)                   | Archipiélagos Servicios Aéreos Ltda.                                   |
| Quellón                   | Aeródromo Quellón, (OACI: SCON)                   | Pewén Servicios Aéreos , Servicios Aéreos Puerto Montt Ltda.           |
| Puerto Aguirre (Chile)    | Aeródromo Caleta Blanco, (OACI: SCIH)             | Servicios Aéreos Puerto Montt Ltda, Pewén Servicios Aéreos, Aerocord   |